# Ullstorpasjön
Ullstorpasjön är en sjö i Vara kommun i Västergötland och ingår i Göta älvs huvudavrinningsområde. Sjön har en area på 0,29 kvadratkilometer och ligger 115,9 meter över havet.

## Delavrinningsområde
Ullstorpasjön ingår i det delavrinningsområde (646462-134785) som SMHI kallar för Namn saknas. Medelhöjden är 113 meter över havet och ytan är 73,2 kvadratkilometer. Det finns inga avrinningsområden uppströms utan avrinningsområdet är högsta punkten. Jungån (Glättestorpsbäcken) som avvattnar avrinningsområdet har biflödesordning 4, vilket innebär att vattnet flödar genom totalt 4 vattendrag innan det når havet efter 235 kilometer. Avrinningsområdet består mestadels av skog (45 %) och jordbruk (41 %). Avrinningsområdet har 0,34 kvadratkilometer vattenytor vilket ger det en sjöprocent på 0,5 %. Bebyggelsen i området täcker en yta av 0,4 kvadratkilometer eller 1 % av avrinningsområdet.

## Galleri

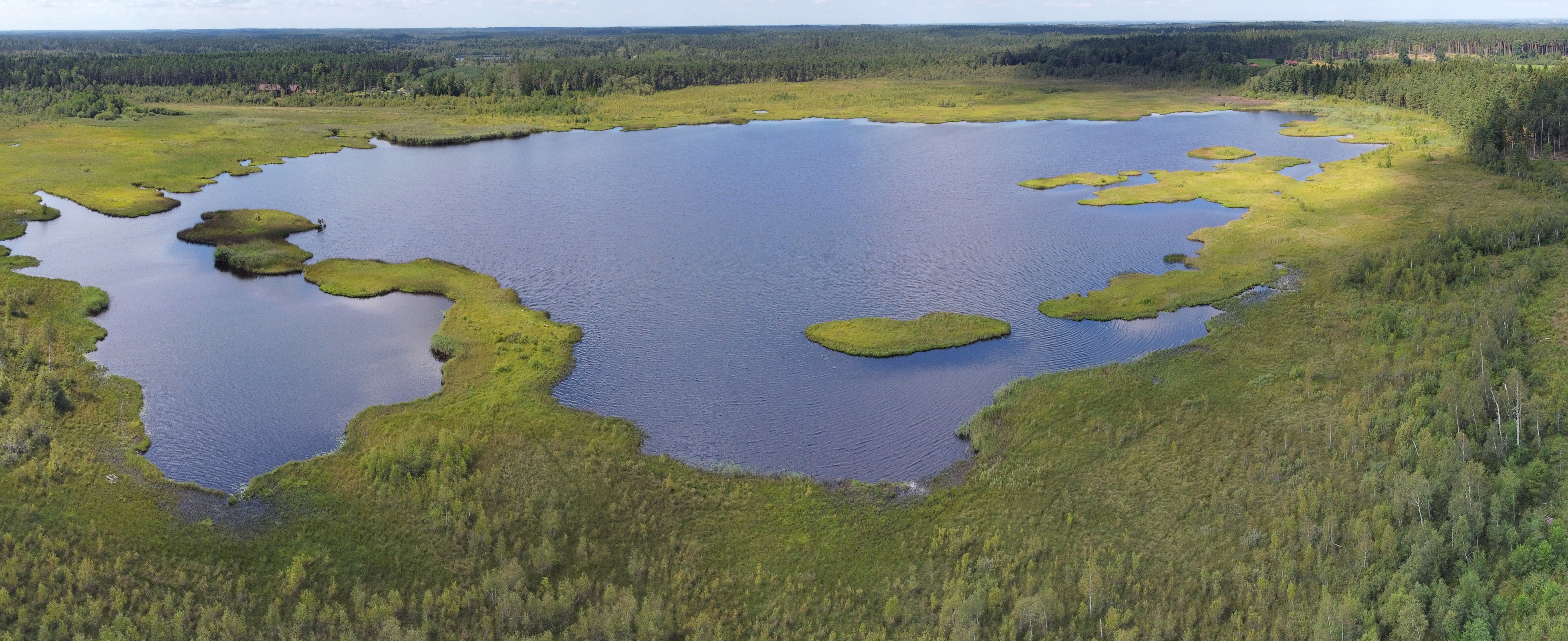
På andra sidan sjön skymtar Ullstorps gård.
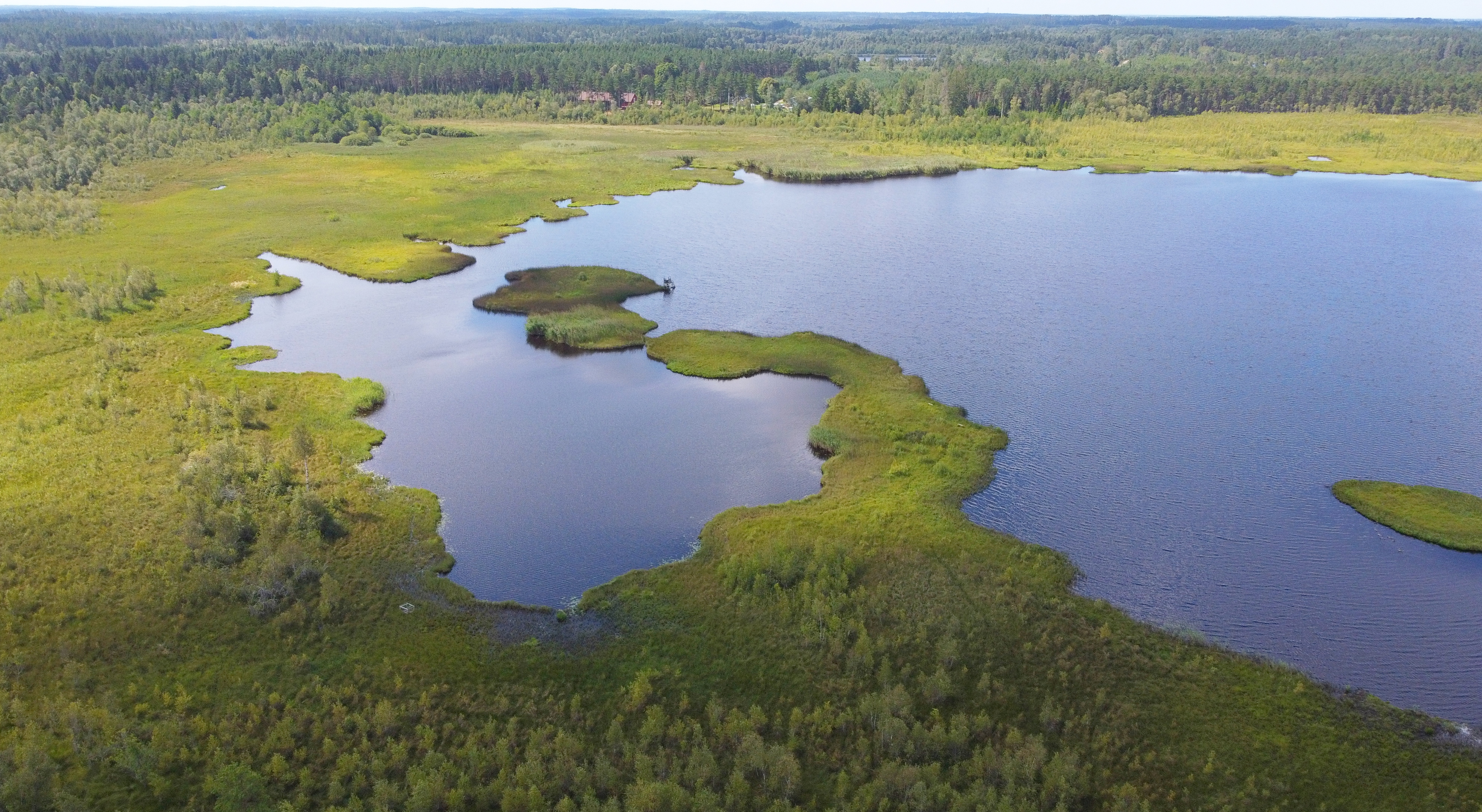
Ullstorpasjön från Store mosse i öster.
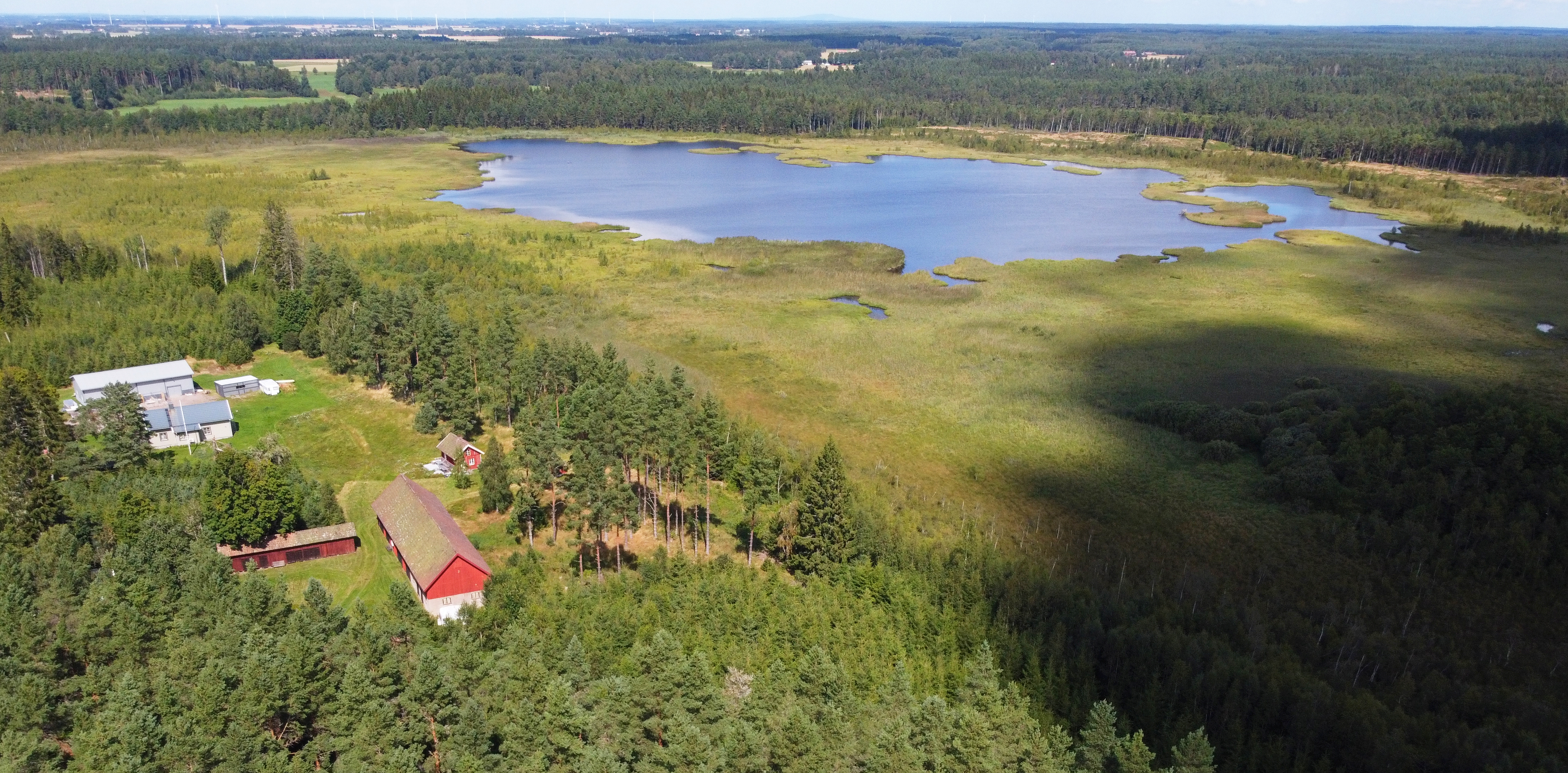
Ullstorpasjön och gården Ullstorp sydväst om sjön.